# 関東バス武蔵野営業所

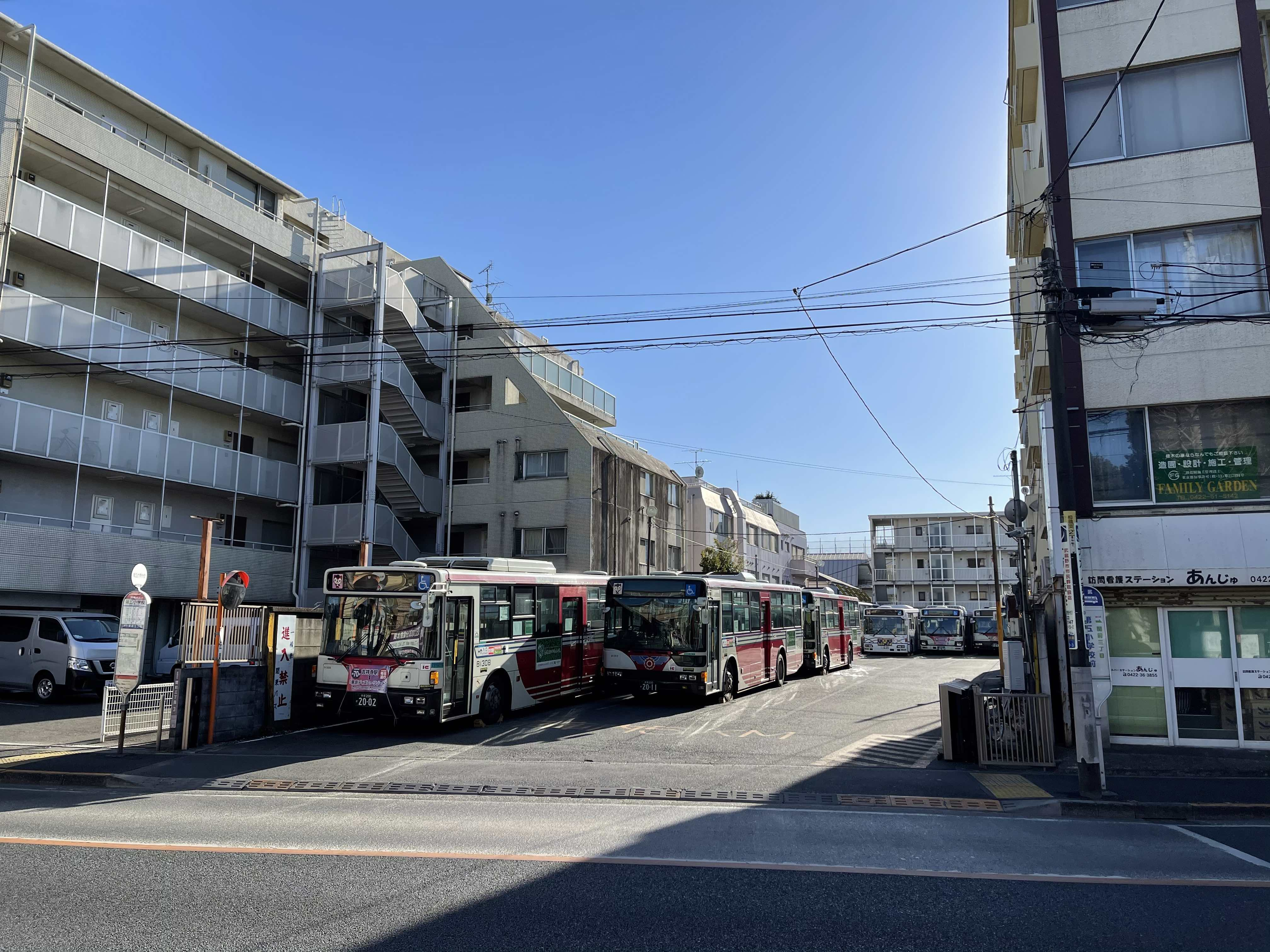
第五小学校バス停にある別敷地の車庫（2021年1月）

関東バス武蔵野営業所（かんとうバスむさしのえいぎょうしょ）は、東京都武蔵野市緑町に位置する関東バスの営業所。
武蔵野市を中心に三鷹市・西東京市・小金井市・小平市と練馬区を営業区域とする。武蔵野市に所在するため関東バスで唯一多摩ナンバーとなる。別途、営業所から600メートル離れた第五小学校停留所付近にも分車庫を有している。
1964年に関東バスかつ日本で最初に3扉車が導入された営業所であり、最後の3扉車が在籍している営業所でもある。一部系統は運賃自己申告制のため、乗車時に運転士に行先を告げて所定の料金を払う。

## 沿革

### 起源
関東バスの起源となった4つの小規模事業者のうち、当営業所は現在の五日市街道営業所の源流となった進運乗合自動車（しんうんのりあいじどうしゃ）の系譜に属する。

進運乗合は、1920年（大正9年）に現在の成宗線を皮切りに営業を始めた会社である。1938年（昭和13年）、中島飛行機武蔵野製作所の立地と前後して吉祥寺線、三鷹線、柳橋線の祖となる路線を開設した。

### 年譜
- 1948年：名称を吉祥寺営業所から武蔵野営業所に変更する。
- 1955年：営業所新築、現在の場所に移転。
- 1958年：吉祥寺駅発着便の一部で、終車を24時まで延長する。
- 1962年：関東バス初のワンマンバスを現在の鷹01・02・33で運行する。
- 1964年：日本初の3扉ワンマン車が40台導入される[2]。
- 1986年2月1日：吉52を東伏見から電通裏に行き先変更。
- 1994年11月22日：吉70を廃止。
- 1995年11月26日：日本初のコミュニティバス「ムーバス（吉祥寺東循環）」運行開始。
- 1997年8月1日：境10を廃止。
- 1998年3月9日：ムーバス吉祥寺北西循環が開通。
- 2000年4月1日：花小金井駅バスターミナルの完成に伴い、境11・14を廃止。
- 2001年1月16日：柳10を廃止、吉55・74を新設。
- 2001年4月1日：鷹14を廃止。
- 2002年3月23日：ムーバス三鷹駅北西循環が開通。
- 2002年3月30日：西東京市コミュニティバス「はなバス」第4ルートが開通。
- 2002年6月：第1回フレンド祭りを開催。
- 2006年2月19日：吉54が一旦廃止される。
- 2007年3月31日：ムーバス三鷹・吉祥寺循環が開通。代替で鷹45が廃止され、関東バスから吉祥寺駅南口発着の一般路線が消滅。
- 2008年1月1日：臨時バス「武蔵野吉祥七福神巡りバス」が運行開始。
- 2008年12月9日：東京都内で最後まで残った1990年式車（B5109、B5110）が引退。
- 2009年11月2日：吉54が復活。
- 2010年11月16日：鷹31が廃止され、鷹35と境17が新設。
- 2011年5月9日：ムーバス吉祥寺東循環そーらの家前経由便を新設する。
- 2011年7月3日：NTT武蔵野研究開発センタの休日が節電により変更になった為、鷹40が期間限定で終日運転になる。ただし、お盆期間中は運休する。
- 2011年10月1日：吉55の入庫便と鷹15の入庫便が廃止される。
- 2012年5月28日：花09・花10の定期運行を廃止。季節運行に移行する。
- 2012年7月30日：鷹40の一部便を循環運行に変更する。
- 2012年9月9日：吉75の運行を開始する。
- 2013年3月1日：ムーバス吉祥寺東循環そーらの家前経由便を廃止する。
- 2013年7月1日：鷹15と鷹21の経路を新道経由に変更。
- 2013年11月25日：鷹04の定期運行を廃止。季節運行に移行する。
- 2013年12月20日：花20・花21を新設。
- 2014年9月20日：武蔵野営業所･吉祥寺駅北口 - お台場運行開始。
- 2015年8月16日：鷹30三鷹駅方面の武蔵境駅付近が経路変更となる。
- 2015年12月11日：深夜中距離バス銀座0:30発便を吉祥寺駅北口行に変更。
- 2016年9月1日：ダイヤ改正が行われ、鷹36を新設。鷹02は青梅街道営業所に移管。鷹33,35は大幅に減便された。
- 2016年11月29日：ダイヤ改正が行われ、吉50系統は成蹊学園方面のみ途中無停車の直行便に変更される。吉75が平日にも運行されるようになった。
- 2019年12月16日：深夜中距離バスのダイヤ改正が行われる。[4]
- 2020年11月16日：ダイヤ改正が行われ、鷹35系統の廃止と鷹11,15系統の土休日運休の他、多くの路線が減便された。
- 2021年4月26日：平日朝に鷹11の武蔵野中央公園始発便を追加。
- 2022年4月16日：鷹02が青梅街道営業所より移管。
- 2023年1月14日：吉52電通裏行きが廃止。

## 所在地
- 東京都武蔵野市緑町一丁目2-1

## 現行路線

### 吉祥寺線

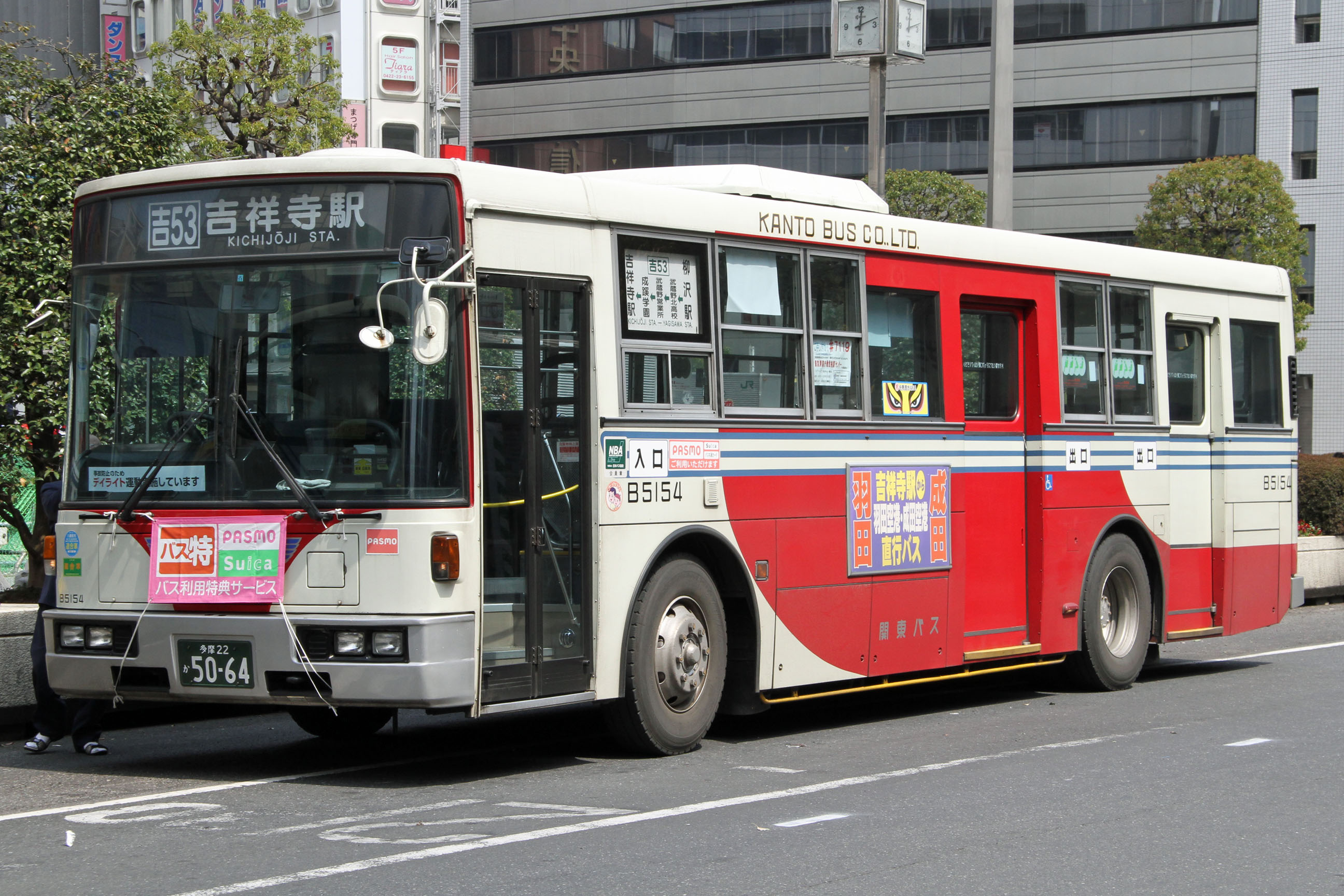
吉53 (B5154)

- 吉50：吉祥寺駅 - 北町一丁目 - 成蹊学園前 ※2024年12月2日から運休中
- 吉50：吉祥寺駅 - （直行） - 成蹊学園前 ※2024年12月2日から運休中
- 吉51：吉祥寺駅 → 北町一丁目 → 成蹊学園前 → 市民文化会館前 → 武蔵野営業所
- 吉51：市民文化会館前 → 成蹊学園前 → 北町一丁目 → 吉祥寺駅
- 吉52：電通裏 → 武蔵野中央公園 → 緑町二丁目 → 武蔵野住宅 → 武蔵野営業所 → 市民文化会館前 → 成蹊大学前 →北町一丁目 → 吉祥寺駅（朝１本のみ）
- 吉53：吉祥寺駅 - 北町一丁目 - 成蹊学園前 - 市民文化会館前 - 武蔵野営業所 - 武蔵野住宅 - 緑町二丁目 - 武蔵野中央公園 - 東伏見稲荷神社 - 柳沢駅
- 吉54：吉祥寺駅 - 北町一丁目 - 成蹊学園前 - 市民文化会館前 - 緑町一丁目 - 武蔵野市役所前 - 武蔵野市役所 ※2024年12月2日から運休中
- 吉55：吉祥寺駅 - 北町一丁目 - 成蹊学園前 - 市民文化会館前 - 緑町一丁目 - 武蔵野市役所前 - 武蔵野市役所 - 北裏 - 東伏見稲荷神社 - 柳沢駅 ※2024年12月2日から運休中
- 吉72：桜堤団地 → 亜細亜大学北 → 境橋 → 柳橋 → 武蔵野大学 → 関前三丁目 → 第五小学校 → 武蔵野営業所 → 市民文化会館前 → 成蹊大学前 →北町一丁目 → 吉祥寺駅
- 吉73：吉祥寺駅 - 北町一丁目 - 成蹊学園前 - 市民文化会館前 - 武蔵野営業所 - 第五小学校 - 関前三丁目 - 武蔵野大学 - 柳橋 - 境橋 - 向台町五丁目
- 吉74：吉祥寺駅 - 北町一丁目 - 成蹊学園前 - 市民文化会館前 - 武蔵野営業所 - 第五小学校 - 関前三丁目 - 武蔵野大学 - 柳橋 - 関前西公園
- 吉75：吉祥寺駅 - 北町一丁目 - 成蹊学園前 - 市民文化会館前 - 武蔵野営業所 - 第五小学校 - 関前三丁目 - 武蔵野大学 - 柳橋 - 境橋 - 武蔵野徳洲会病院 - ヴィーガーデン西東京
- （出庫）：緑町一丁目 → 武蔵野市役所前 → 電通裏
- （出庫）：武蔵野住宅 → 武蔵野中央公園 → 東伏見稲荷神社 → 柳沢駅
- （出庫）：第五小学校 → 武蔵野大学 → 柳橋 → 境橋 → 桜堤団地
- （出庫）：第五小学校 → 関前三丁目 → 武蔵野大学 → 柳橋 → 関前西公園
- （入庫）：電通裏 → 武蔵野中央公園 → 緑町二丁目 → 武蔵野住宅 → 武蔵野営業所
- （入庫）：柳沢駅 → 東伏見稲荷神社 → 武蔵野中央公園 → 緑町二丁目 → 武蔵野住宅 → 武蔵野営業所
- （入庫）：武蔵野市役所 → 武蔵野市役所前 → 緑町一丁目 → 武蔵野営業所
- （入庫）：関前西公園 → 柳橋 → 武蔵野大学 → 関前三丁目 → 第五小学校 → 稲荷神社前 → 武蔵野営業所

吉祥寺駅を起点に、五日市街道を西へ向かう。旧進運乗合時代の1930年代から存在し、終戦後、吉祥寺営業所の再開と同時に復旧された。五日市街道の渋滞により定時運行が出来なくなることも少なくないが、成蹊大学・中学・高校や武蔵野大学武蔵野キャンパス、都立武蔵野北高校、武蔵野東小・中学校への通学輸送と、NTT武蔵野研究開発センタへの通勤輸送、吉祥寺地区から武蔵野市役所・保健センターへのアクセスという三本の柱があるため本数は減らされていない。

深夜バスの設定も早期に実施され、1958年に吉祥寺駅発24時として運行を続けている。
主力は吉53と吉73で、前者は営業所・武蔵野住宅経由で西武新宿線西武柳沢駅へ向かう。柳沢駅から乗車すると東伏見稲荷神社まで180円で乗車できる。後者は武蔵野大学・柳橋を経由して西東京市南部の向台町五丁目へ向かう路線で、1982年6月に桜堤三丁目から向台町五丁目まで延伸した。向台町五丁目付近では循環経路となる。
2016年11月29日のダイヤ改正で一部が吉73→吉75に振り替えられ、平日は減便された。
成蹊学園で折り返す吉50は、成蹊学園の学生を輸送するため平日朝・夕を中心に多数運行されるが、土曜は3往復のみで日祭日は運転されない。全便が学休ダイヤの対象で休校日は全便運休となる。成蹊学園で入試が行われる際は、臨時の直通バスが運転される。
2016年11月29日のダイヤ改正で、朝の時間帯は、成蹊学園方面のみ途中無停車の直行便に変更された。
吉51は武蔵野営業所への出入庫路線で、吉祥寺線で最も遅くまで運転される。2008年から吉祥寺方面を市民文化会館前停留所から営業運転を開始する。出庫路線は表示器に系統番号が表示されない。吉52は営業所・武蔵野住宅を経由して電通裏に至る路線で、1986年に終点を東伏見から変更した。かつては毎時運行を行っていたが、ダイヤ改正によって1日1便まで大幅に減便された。電通裏というバス停名は、「NTT武蔵野研究開発センタ（旧・電気通信研究所）の裏手」という意味から来ている。2020年11月16日のダイヤ改正で平日は電通裏発のみ1本となり吉祥寺駅発は廃止された。2022年1月14日のダイヤ改正で土休日ダイヤも電通裏発のみ1本となった。
2001年1月16日、利用客が定着せず不振を続けていた柳10を廃止すると同時に、市役所折返しの吉54を柳沢駅まで延長、吉55として開業した。吉54は2006年2月19日に一度廃止されたが、2009年11月2日の改正で復活。復活に伴い、市役所以遠の利用者が少ない吉55は夕方以降の運行が廃止された。更に2016年11月29日のダイヤ改正で、1日1本まで減便され、免許維持路線のような状況になった。

吉72は武蔵野市西部の桜堤団地に至る。武蔵境駅からの小田急バスが本数を多く運行していることもあり、ダイヤ改正の度に本数が減らされている。2015年現在では毎時0-1本程度であり、終車もかなり早い。2020年11月16日のダイヤ改正で第五小学校からの出庫便と吉祥寺駅行き1本のみとなり、吉祥寺駅発は廃止された。
吉74は、柳10の廃止を受けて関前西公園への路線が無くなることを防ぐため、吉55と共に新設された。しかし、ほぼ全区間で吉73と平行することもあり、多くの便が学休ダイヤの対象で休校日は朝1便夜2便と大幅に減便される。
吉75は2012年9月9日に新設された。ヴィーガーデン西東京に向かう路線であるが、鷹35・境17とは異なり休日のみ運行される。
2016年11月29日のダイヤ改正で、平日の運行を開始した。その後、土曜日も休日ダイヤとほぼ同じダイヤで運行を開始した。武蔵野徳洲会病院～ヴィーガーデン西東京間を利用する場合、運賃は180円となる。なお、桜堤団地口停留所は、位置関係から吉祥寺駅方向のみ停車する。
2012年2月15日、八幡前停留所が「武蔵野八幡宮」に、駅前通停留所が「サンロード入口」に、東伏見停留所が「東伏見稲荷神社」に改称された。
2013年2月15日、八幡町停留所が「武蔵野中央公園」へ改称された。
2017年2月15日、稲荷神社前停留所（第五小学校―武蔵野営業所）に吉祥寺駅・武蔵野営業所行きのみ停車するようになった。

### 三鷹線

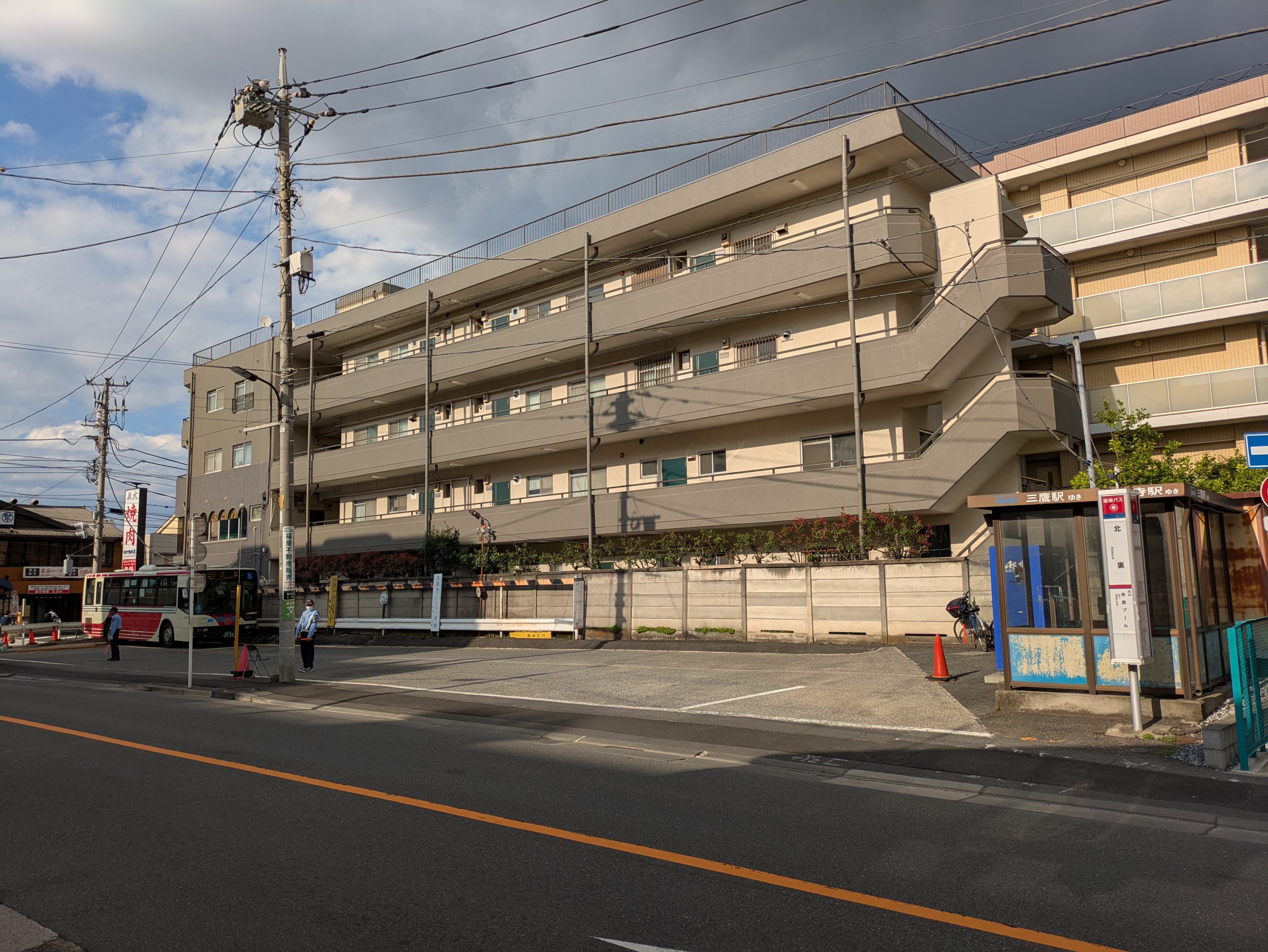
北裏バス操車場

- 鷹01：三鷹駅 - 市民文化会館入口 - 緑町一丁目 - 武蔵野市役所前 - 北裏
- 鷹02：三鷹駅 - 市民文化会館入口 - 緑町一丁目 - 武蔵野市役所前 - 北裏 - 武蔵関駅
- 鷹03：三鷹駅 - 市民文化会館入口 - 緑町一丁目 - 武蔵野市役所前 - 北裏 - 東伏見稲荷神社 - 田無町二丁目 - 田無駅入口 - 上宿 - 田無橋場
- 鷹04：三鷹駅 - 市民文化会館入口 - 緑町一丁目 - 武蔵野市役所前 - 北裏 - 東伏見稲荷神社 - 田無町二丁目 - 田無駅入口 - 上宿 - 田無橋場 - 北芝久保 - 多摩六都科学館（季節運行）
- 鷹40：三鷹駅 - 市民文化会館入口 - 緑町一丁目 - 武蔵野市役所前 - NTT武蔵野研究開発センタ
- 鷹40：三鷹駅 →（直行）→ NTT武蔵野研究開発センタ
- 鷹40：NTT武蔵野研究開発センタ  → 武蔵野市役所前 →（直行） → 三鷹駅（区間急行）
- 鷹40：三鷹駅 - 市民文化会館入口 - 緑町一丁目 - 武蔵野市役所前 - NTT武蔵野研究開発センタ - 武蔵野住宅 - 武蔵野営業所 - 市民文化会館入口 - 三鷹駅
- （出庫）：緑町一丁目 → 緑町住宅 → 武蔵野市役所前 → 北裏
- （出庫）：緑町一丁目 → 緑町住宅 → 武蔵野市役所前 → 北裏 → 関町北一丁目 → 武蔵関駅
- （出庫）：緑町一丁目 → 武蔵野市役所前 → NTT武蔵野研究開発センタ
- （入庫）：北裏 → 武蔵野市役所前 → 緑町一丁目 → 武蔵野営業所

三鷹駅を起点に三鷹通りを北裏方面へ北上する便から成り、武蔵野市西久保、緑町とJR三鷹駅の間の地域輸送をメインとする。NTT武蔵野研究開発センタ、武蔵野市役所とJR線を最短距離で結ぶ。北裏では青梅街道を西進してきた青梅街道営業所の荻窪線に乗り換えができ、1960年代には本路線と荻窪線を組み合わせた荻窪駅 - 田無橋場という路線も存在。
鷹01は三鷹通りが青梅街道に突き当たる北裏まで運行し、深夜バスも運行される三鷹線の最主力路線。鷹03・04は西に行き田無橋場・多摩六都科学館へ至る。鷹04は休日運行で、科学館休館日は運休となっていたが、2013年11月25日以降は期間限定運行となった。東伏見稲荷神社を境に三鷹駅方面が均一運賃区間、田無橋場・多摩六都科学館方面が武相運賃区間（距離制運賃区間）となるため、乗車時に行き先を申し出る必要がある。
鷹40は武蔵野市役所の西にあるNTT武蔵野研究開発センタへ向かう便。ラッシュ時を中心に直通の急行バスが運行される。土・休日は原則運休する。ただし、NTT武蔵野研究開発センタの営業日は平日ダイヤで運転する。2012年7月30日より一部便が片方向武蔵野住宅経由の循環路線に変更となった。なお、夕方の三鷹駅行き直行便は2022年4月16日（実際は4月18日）より区間急行として途中武蔵野市役所前停留所のみ停車するようになった（朝の三鷹駅発直行便は従来通り終点まで無停車で運行）。
鷹02は2016年9月1日に青梅街道営業所に移管されたが、2022年4月16日付で当営業所に戻された。武蔵関駅付近で青梅街道営業所の荻32同様循環運行となっており、武蔵関駅を通り越して三鷹駅方面へ乗車することも可能になっている（関町北一丁目の時刻表の行先欄は「三鷹駅」になっている）。
2012年2月15日、東伏見停留所が「東伏見稲荷神社」に改称された。

### 東伏見線

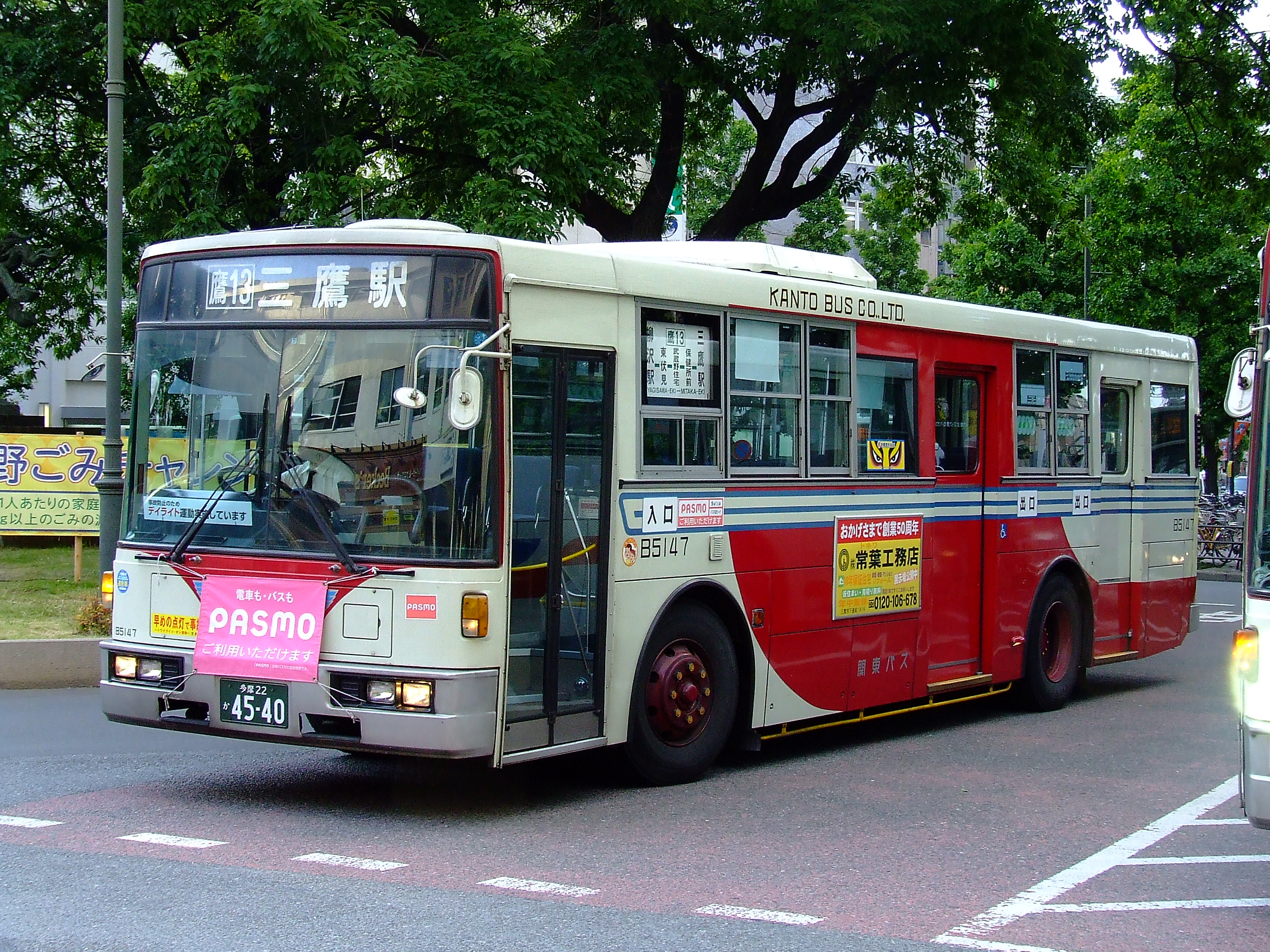
鷹13 (B5147)

- 鷹10：三鷹駅 → 市民文化会館入口 → 武蔵野営業所
- 鷹10：市民文化会館入口 → 三鷹駅
- 鷹11：三鷹駅 → 市民文化会館入口 → 武蔵野営業所 → 第五小学校 → 関前三丁目（土休日運休）
- 鷹11：関前三丁目 → 武蔵野中央公園 → 緑町二丁目 → 武蔵野住宅 → 武蔵野営業所 → 市民文化会館入口 → 三鷹駅（土休日運休）
- 鷹11：武蔵野中央公園 → 関前三丁目 → 第五小学校 → 稲荷神社前 → 武蔵野営業所 → 市民文化会館入口 → 三鷹駅（平日朝1本のみ運行。）
- 鷹11：三鷹駅 → 市民文化会館入口 → 武蔵野営業所 → 武蔵野住宅 → 武蔵野中央公園 → 第五小学校 → 武蔵野営業所（土休日運休）
- 鷹13：三鷹駅 - 市民文化会館入口 - 武蔵野営業所 - 武蔵野住宅 - 緑町二丁目 - 武蔵野中央公園 - 東伏見稲荷神社 - 柳沢駅
- 鷹15：三鷹駅 - 市民文化会館入口 - 武蔵野営業所 - 武蔵野住宅 - 緑町二丁目 - 武蔵野中央公園 - 東伏見稲荷神社 - 東伏見団地 - 東伏見駅北口（土休日運休）
- 鷹25：三鷹駅 - 農協前 - 浄水場北 - 関前三丁目 - 武蔵野中央公園 - 電通裏（土休日運休）
- （出庫）：第五小学校 → 関前三丁目

鷹10は出入庫系統で、三鷹駅発着路線の全ての出入庫を担当する。出庫便は系統番号が表示されない。鷹11は朝は第五小学校先回り、夜は武蔵野住宅先回りで緑町地区と三鷹駅を結ぶ。経由地が異なるのは緑町パークタウンと三鷹駅の通勤客を最短で運ぶためである。双方ともに2010年2月15日まで緑町二丁目発着だった。朝に運行される第五小学校先回り便は2013年2月15日より関前三丁目発着となった。関前三丁目、武蔵野中央公園停留所は専用停留所からの発車となる。夜に運行される武蔵野住宅先回り便は2007年4月1日に一度廃止されたが、2009年11月2日に復活した。2010年2月15日より行先が緑町二丁目から八幡町になったが、実際には武蔵野中央公園から再び武蔵野営業所方面へ向かって続けて運行される。
2020年11月16日のダイヤ改正で鷹11系統は平日のみ運行になった。2021年4月26日より武蔵野中央公園始発の便が登場し、五日市街道沿いから三鷹駅方面の始発が繰り上がっている。
鷹13・15は営業所・武蔵野住宅を経由し、それぞれ柳沢駅・東伏見駅へ至る。2001年4月1日、東伏見駅北口ターミナルが完成したのに伴い、駅入口止まりだった鷹14を一区間延伸した。2010年5月1日、富士町四丁目停留所が廃止された。2010年11月16日の改正で鷹15は1日3便まで減便されたうえ、入庫便のみ東伏見団地東を通らない経路へ変更した。鷹15は2013年7月1日より東伏見稲荷神社 - 東伏見団地間において新規開通道路を経由したルートに変更となり、全線通しの運賃が変更となった。結果、三鷹駅から東伏見駅までの運賃は230円となった。東伏見稲荷神社と東伏見駅北口の間は運賃180円で乗車できる。2016年11月29日の改正以降、鷹15は1日2便となっている。2020年11月16日のダイヤ改正で平日のみ1日1往復の運行となった。鷹13は吉53系統と同様に、柳沢駅から乗車の場合、東伏見稲荷神社まで180円で乗車できる。
鷹25は1999年6月1日に新設された路線で、浄水場東の先を右折して伏見通りを北上、電通裏までの運行となっている。出入庫は出庫が市役所経由・入庫は武蔵野中央公園経由で、反時計回りとなる。2020年11月16日のダイヤ改正で平日は10時までの運行となった。
2012年2月25日、東伏見停留所が「東伏見稲荷神社」に改称された。2013年2月15日、八幡町停留所が「武蔵野中央公園」に改称された。

### 柳橋線

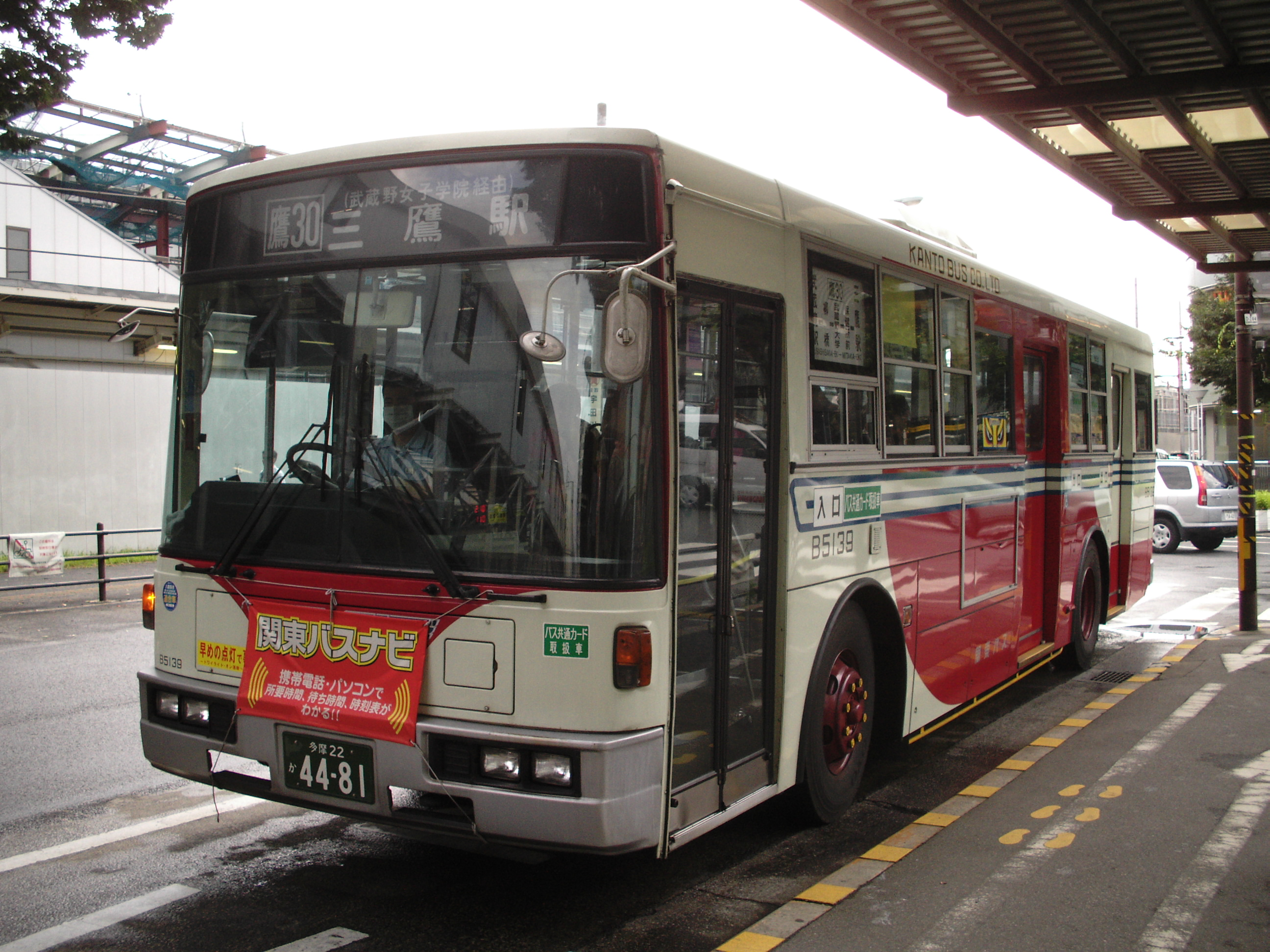
鷹30 (B5139)

- 鷹30：三鷹駅 - 市民文化会館入口 - 武蔵野営業所 - 第五小学校 - 関前三丁目 - 武蔵野大学 - 柳橋 - 桜橋 - 武蔵境駅
- 鷹33：三鷹駅 - 市民文化会館入口 - 武蔵野営業所 - 第五小学校 - 関前三丁目 - 武蔵野大学 - 柳橋 - 境橋  - スポーツセンター入口 - 小金井公園前 - 小金井橋 - 武蔵小金井駅
- 鷹34：三鷹駅 -（直行）- 武蔵野大学
- 鷹36：関前西公園 → 柳橋 → 武蔵野大学 → 関前三丁目 →　第五小学校 →   稲荷神社前 → 武蔵野営業所 → 市民文化会館入口 → 三鷹駅
- 鷹37：武蔵野大学 → 関前三丁目 →　第五小学校 →   稲荷神社前 → 武蔵野営業所 → 市民文化会館入口 → 三鷹駅
- （出庫）：第五小学校 → 関前三丁目 → 武蔵野大学 → 柳橋 → 境橋 → 桜堤団地口 → 小金井公園 → 武蔵小金井駅
- （出庫）：第五小学校 → 関前三丁目 → 武蔵野大学 → 柳橋 → 桜橋 → 武蔵境駅
- （出庫）：第五小学校 → 関前三丁目 → 武蔵野大学 → 柳橋 → 境橋 → 武蔵野徳洲会病院(旧・おおぞら公園西) → ヴィーガーデン西東京
- （入庫）：武蔵野大学 → 関前三丁目 → 第五小学校 → 武蔵野営業所
- （入庫）：武蔵小金井駅 → 小金井公園 → 境橋 → 柳橋 → 武蔵野大学 → 関前三丁目 → 第五小学校 → 稲荷神社前 → 武蔵野営業所（平日ダイヤのみ1本運行）
- （入庫）：武蔵境駅 → 桜橋 → 柳橋 → 武蔵野大学 → 関前三丁目 → 第五小学校 → 稲荷神社前 → 武蔵野営業所
- （入庫）：ヴィーガーデン西東京 → 武蔵野徳洲会病院(旧・おおぞら公園西) → 境橋 → 柳橋 → 武蔵野大学 → 関前三丁目 → 第五小学校 → 稲荷神社前 → 武蔵野営業所

三鷹駅から武蔵野大学経由で武蔵境駅、武蔵小金井駅方面を結ぶ路線群で、武蔵野市関前の地域輸送と、武蔵野大学武蔵野キャンパス、都立田無工業高校への通学輸送が主。

鷹30は営業所・武蔵野大学を経由して武蔵境駅へ至る。武蔵野大学武蔵野キャンパスとJR線を最短距離で結ぶ通学輸送の役割が大きく、吉祥寺線と並ぶ関東バス有数のドル箱路線。朝・夕を中心に利用率は高い。2015年8月16日、武蔵境駅前バスロータリーの変更に伴い、西武バスと同時に三鷹駅方面の全路線に第二小学校停留所を新設したほか、武蔵境自動車教習所停留所を移設した。
鷹33は柳橋からさらに西へ進み、小金井橋で小金井街道へ入り武蔵小金井駅へ至る。毎時1-2本の運転で本数は少なかったが、2010年11月の改正後は90分に1本程度にまで減便された。
2016年9月1日にダイヤ改正があり、平日、土曜ダイヤでは三鷹駅方面の終バス1本が武蔵野営業所止まりに変更された。
鷹35の減便による代替で一度はわずかながら増便されたものの、2020年11月16日のダイヤ改正で再度減便された。スポーツセンター入口を境に武蔵野営業所・三鷹駅方面が均一運賃区間、武蔵小金井駅方面が武相運賃区間となる。
鷹34は武蔵野大学への直通便。鷹30・鷹33と異なり井の頭通り・新武蔵境通りを経由して、休校日は全便運休。往復で経路が異なる。武蔵野大学では午後に発着する便は武蔵野大学構内（5番乗り場）から発車する
2016年11月29日のダイヤ改正で、午前便の一部が鷹37に置き換えられた。
鷹36は、2016年9月1日に新設され、平日、土曜ダイヤの早朝1本のみ運行される。これにより関前地区から三鷹駅へ早い時間の利用が可能となった。11月29日のダイヤ改正で、さらに1本追加された。（但し学休期間は運休）
鷹37は2016年11月29日のダイヤ改正で新設された。これまで鷹34の直行便だった一部を置き換えている。
2017年2月15日、稲荷神社前停留所（第五小学校―武蔵野営業所）に三鷹駅・武蔵野営業所行きのみ停車するようになった。
2020年11月16日のダイヤ改正で鷹35が廃止されたが、ヴィーガーデン西東京との出入庫は存続されている。桜堤団地口停留所は、位置関係から武蔵野営業所方向のみ停車する。

### 保谷線
- 鷹21：三鷹駅 - 市民文化会館 - 武蔵野営業所 - 第五小学校 - 関前三丁目 - 武蔵野中央公園 - 東伏見稲荷神社 - 保谷中学校 - 中町一丁目 - 保谷庁舎 - 保谷駅南口 - 天神山（西武バス上石神井営業所と共同運行）

三鷹駅から東伏見・保谷駅経由で天神山に向かう。西武主導のため、停留所も西武バスに合わせていた。つまり、他の関東バス路線が通過する「稲荷神社」（武蔵野営業所 - 第五小学校）にも停車したり（現在は三鷹駅方向のみ他の関東バス路線も停車する）、東急ストア・横河入口といった一部停留所は通過（現在は西武も停車）していた。ただし、西武バスは乗車方式を、後乗り整理券方式から前乗り信用方式に変更している（関東バスは運行開始時から前乗り信用方式）。
2006年10月1日、保谷駅南口再開発工事の関係で待避所が取れないこととなり、保谷駅 - 天神山が延伸開業した。
2012年2月15日、東伏見停留所が「東伏見稲荷神社」に、保谷駅停留所が「保谷駅南口」に改称された。2013年2月15日、八幡町停留所が「武蔵野中央公園」に改称された。
2013年7月1日に東伏見稲荷神社 - 保谷庁舎間が新規開業道路を経由したルートに変更。それまでは西武バス吉63系統と同じく西武柳沢駅東側の踏切を通過していた。
2024年3月1日に運賃改定が行われ、従来の220円区間は230円に値上がりしたが、西武バスについては据え置きとなっている。

### 花小金井線
- 境12：武蔵境駅 - 境橋 - 向台町五丁目
- 境16：武蔵境駅 - 境橋 - 上向台 - 水道筋 - 花小金井駅南口
- 境17：武蔵境駅 - 境橋 - 武蔵野徳洲会病院 - ヴィーガーデン西東京（下段も参照）
- 花09：花小金井駅北口 - 小平合同庁舎 - 花小金井三丁目 - 多摩六都科学館（季節運行）
- 花10：多摩六都科学館 → 花小金井三丁目 → 小平合同庁舎 → 花小金井駅南口（季節運行）
- 花20：花小金井駅南口 - 事務本部（新町五丁目）（途中無停車、平日のみ）
- 花21：花小金井駅南口 → 水道筋 → 上向台 → 向台町五丁目（平日のみ）
- 花21：小金井公園東口 → 上向台 → 水道筋 → 花小金井駅南口（平日のみ）
- 境17-1[9]：武蔵境駅 → 桜橋 → 浄水場西 → 五中前 → 浄水場北 → 関前三丁目 → 第五小学校 → 稲荷神社前 → 武蔵野営業所
- 境17-2[10]：第五小学校 → 関前三丁目 → 浄水場北 → 五中前 → 浄水場西 → 桜橋 → 武蔵境駅
- （出庫）：第五小学校 → 関前三丁目 → 武蔵野大学 → 柳橋 → 境橋 → スポーツセンター入口 → 小金井公園東口 → 向台町五丁目
- （入庫）：向台町五丁目 → 武蔵野徳洲会病院 → 境橋 → 柳橋 → 武蔵野大学 → 関前三丁目 → 第五小学校 → 武蔵野営業所
- （入庫）：花小金井駅南口 → 水道筋 → 上向台 → 向台町五丁目 → 武蔵野徳洲会病院 → 境橋 → 柳橋 → 武蔵野大学 → 関前三丁目 → 第五小学校 → 武蔵野営業所（平日のみ）
- （出入庫）：武蔵野営業所 - 武蔵野住宅 - 緑町二丁目 - 武蔵野中央公園 - 東伏見稲荷神社 - 田無町二丁目 - 田無駅入口 - 上宿 - 田無橋場 - 北芝久保 ｰ 多摩六都科学館（季節運行）
- (出入庫)  : 武蔵野営業所 ｰ 緑町二丁目 ｰ 武蔵野中央公園 ｰ 東伏見稲荷神社 ｰ 田無町二丁目 ｰ 田無駅入口 ｰ 上宿 ｰ 田無橋場 ｰ 北芝久保 ｰ 花小金井三丁目 ｰ 小平合同庁舎 ｰ 花小金井駅

花小金井駅を中心に、向台町五丁目・武蔵境駅方面と多摩六都科学館へ向かう路線。関東バスで唯一、小平市を通る。武蔵野市関前、西東京市新町、向台町の地域輸送と、損害保険ジャパン（旧・安田火災）事務本部への通勤輸送、都立武蔵高校・同附属中学校、都立田無高校への通学輸送を担う。
1970年代には既に運行されていた路線で、花小金井駅にはバスロータリーが無かったことから同駅を起点とする便はなく、現存する境12と境11・14の3系統で運行していた。その後、2000年4月1日に南口ロータリーが整備・完成されたことにより、後者2系統を廃止・分断して南口折返しの境16と花10を新設した。しかし、西武線の踏切渋滞でダイヤが乱れることが多かったため、北口ロータリーが完成した2006年9月30日に、本数の大半を踏切を経由しない北口発着の花09に変更し、花10は早朝1便のみへ減便し、その後は花09終便後に花10が1便運行した。
しかし、花09・10は2012年5月28日より土曜・日祭の定期運行を取りやめ学校の夏季休暇期間のみ運行する季節路線となった（ただし、科学館休館日は運休）。多摩六都科学館発着の出入庫便は花小金井駅を経由せず、田無駅入口・武蔵野中央公園経由で運行する。花小金井駅と科学館の間はその後、西東京市のコミュニティバスであるはなバス第4北ルート（当営業所担当）がカバーしている。
境12は向台町五丁目で折り返すが、向台町五丁目周辺は時計回りの循環経路としているため、境16は武蔵境方向のみ経由する。2010年11月16日、境16は平日は日中、土曜・日祭は夕方以降の運転が廃止された。小金井公園東口→花小金井駅南口及び花小金井駅南口→向台町五丁目は180円で利用できる（全区間通しで乗った場合は230円）。
境17は、鷹35と同様IHI（旧・石川島播磨重工業）田無工場跡地に造られた『ヴィーガーデン・ザ・レジデンス』および武蔵野徳洲会病院への足として2010年11月16日に新設された。武蔵境駅発着路線として初めて深夜バスが設定されている。武蔵境からの出入庫の内平日1往復が武蔵野大学経由ではなく五中前経由となるのは、改正で鷹31が廃止され、五中前を通る路線が途中無停車の鷹34のみとなり、周辺停留所に停車する路線が全く無くなってしまうためである。なお、武蔵野徳洲会病院～ヴィーガーデン西東京間を利用する場合、運賃は180円となる。また、桜堤団地口停留所は、位置関係から武蔵境駅方向のみ停車する。
2012年2月25日、東伏見停留所が「東伏見稲荷神社」に改称された。2013年2月15日、花小金井三丁目停留所が「小金井公園北口」に、八幡町停留所が「武蔵野中央公園」に改称された。
2013年12月20日より、花小金井駅と向台町五丁目、事務本部を結ぶ花20・21系統が新設された（平日のみ）。これに伴い「新町五丁目」停留所が「事務本部（新町五丁目）」に改称された。

### 銀座線（深夜急行）
- 深夜急行：銀座 → 四谷三丁目 → 新宿駅東口（はとバス①番停留所） → 新宿駅西口 → 中野坂上駅 → 大法寺 → 五日市街道営業所 → 松庵二丁目 → 吉祥寺駅北口
- 深夜急行：銀座 → 四谷三丁目 → 新宿駅東口（はとバス①番停留所） → 新宿駅西口 → 中野坂上駅 → 新高円寺駅 → 荻窪駅北口 → 青梅街道営業所 → 北裏 → 三鷹駅北口

全停車停留所は 公式サイト 参照
中央区銀座から新宿駅・青梅街道経由で三鷹駅に至る。途中の中野坂上駅迄の区間で乗車可能。新中野駅以降は降車専用となる。
1969年（昭和44年）から1974年（昭和49年）まで、東京都交通局（都営バス）と共同運行の深夜帰宅バス701系統として青梅街道営業所担当で運行された後、1990年（平成2年）6月18日付で改めて開業した。当初は深夜帰宅バスと同様都営バス杉並営業所と共同運行を行い、月ごとに初便（0時30分発）と最終便（0時50分発）で都営・関東と担当を交代して運行していた。2000年12月12日の都営撤退後は、2便まとめて関東が運行している。

2015年12月11日より銀座0時30分発の便が吉祥寺駅北口行に変更され、新高円寺駅より五日市街道営業所の成宗線と同じルートを走る。
2020年4月現在、COVID19の影響により当面の間運休となっており、運行再開の目途は立っていない。

### 台場線
- 湾01[12]:武蔵野営業所 - 吉祥寺駅北口 - 高井戸駅 - （首都高速道路経由） - グランドニッコー東京 台場  - 国際展示場駅前 - 有明ガーデン

2014年9月20日運行開始。1日2往復（土日祝のみの運行/年末年始は運休/夏休み期間は毎日運行）、運賃は片道880円（バス利用特典サービス非適用）。武蔵野営業所 - 高井戸駅間、およびお台場エリア内相互の利用は出来ない。2015年7月25日より高井戸駅、2016年7月30日よりヴィーナスフォート、2017年3月25日より国際展示場駅前にそれぞれ停車するようになった。お台場エリアは往路と復路で停車順序が異なる。
井の頭通り・環八通り・首都高速4号新宿線・首都高速都心環状線・首都高速11号台場線（レインボーブリッジ）経由。車両は深夜中距離バス用の日産ディーゼル・スペースランナーRAを充当していたが、3台中1台が事故で廃車されたのを受け、青梅街道営業所より元羽田空港リムジンバス（日野・セレガ、131号車）を移籍させており、2022年7月31日まで使用していた。
翌8月1日からはトイレ付4列シート車の634号車が専属で就いている。

2017年8月に期間限定で通常は夜行で使用している二階建てバス（三菱ふそう・エアロキング120号車）を運行していた。

また、そのあともゴールデンウイークやお盆の時期などの多客期にも2階建てバス120号車で運行する日が一部あり、その際には公式サイトで告知される。
運行開始当初はお台場エリア側は大江戸温泉物語発着で、当該路線の利用客には同施設の入場優待があった（希望者に割引券を配布）。その後の閉館に伴い、2021年10月9日の運行再開より国際展示場駅発着に変更され、
2021年12月25日からは、有明ガーデンへの延伸を行った。
2022年3月27日をもってヴィーナスフォートの閉館に伴いヴィーナスフォート停留所が廃止された。
2023年8月20日より吉祥寺駅北口の発着停留所が3番乗り場から2番乗り場に変更となった。このため高井戸駅までのルートが変更になっている。

### 横浜・八景島シーパラダイス線

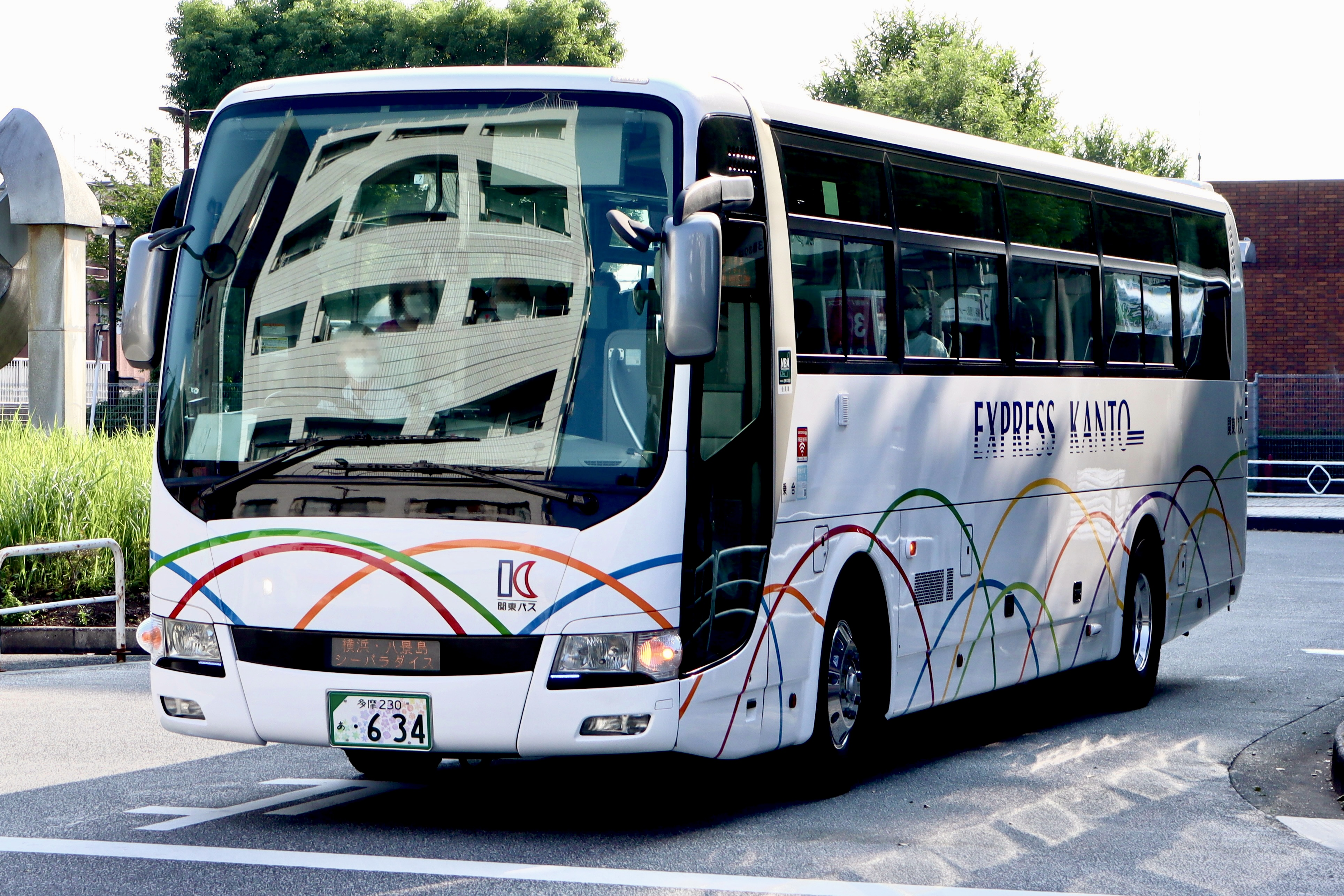
2023年8月20日に運行開始したシーパラダイス行き（634号車）

- 湾02[19]：西武柳沢駅 - 武蔵野営業所 - 吉祥寺駅 - 高井戸駅 - （首都高速道路経由） - 横浜・八景島シーパラダイス

2023年8月20日運行開始。土日祝のみ1日1往復で運行。夜行バスなどで利用されていた二階建てバス（三菱ふそう・エアロキング120号車）が使用されている。
2023年12月2日から2024年3月3日まで冬期運休となり、2024年3月9日の運行再開時より予約定員制（空席がある場合のみ当日PASMO・現金での乗車可）として運行予定。

## 廃止・移管路線
以下、停留所名は廃止当時のものである。

### 中道線
- （荻70→）鷹45：三鷹駅 - 横河電機 - 中町二丁目 - 吉祥寺駅南口

1958年（昭和33年）開設。1971年（昭和46年）に五日市街道営業所の宮前線（現・春日線）と一体化し荻70系統となり、五日市街道に移管された。しかし1974年（昭和49年）7月15日付で吉祥寺駅を境に分断された後、西側が当営業所に復帰した。横河電機製作所本社と横河HP本社（現・日本HPおよび日本アジレント）を行き来するため吉祥寺駅に赴く社員らに重宝されたが、2002年に減便されて1日3往復運行の免許維持路線と化し、さらにムーバス三鷹・吉祥寺循環へ事実上代替され2007年3月31日限りで廃止となった。これにより一般路線の吉祥寺駅南口発着が消滅した。

### 吉祥寺線（一部系統の廃止）
- 吉52：吉祥寺駅 - 北町一丁目 - 成蹊学園前 - 市民文化会館前 - 武蔵野営業所 - 八幡町 - 東伏見

1986年に電通裏へ行き先変更。当時東伏見で折り返していた鷹12は存続。
- 吉52：吉祥寺駅 → 北町一丁目 → 成蹊学園前 → 市民文化会館前 → 武蔵野営業所 → 武蔵野住宅 → 緑町二丁目 → 武蔵野中央公園 → 電通裏

2023年1月14日のダイヤ改正で廃止された。末期は休日ダイヤのみの運行だった(このため最終運行日は1月9日)。
- 吉70：吉祥寺駅 - 北町一丁目 - 成蹊学園前 - 市民文化会館前 - 武蔵野営業所 - 第五小学校

1994年11月21日限りで廃止。末期は平日夕方に1往復だけ運行していた。
- 吉73：吉祥寺駅 - 北町一丁目 - 成蹊学園前 - 市民文化会館前 - 武蔵野営業所 - 第五小学校 - 関前三丁目 - 武蔵野女子学院 - 柳橋 - 境橋 - 桜堤団地口 - 桜堤三丁目

1982年に一つ先の向台町五丁目に行き先変更した。
- 柳10：柳沢駅 - 東伏見 - 千川小学校前 - 武蔵野女子学院 - 柳橋 - 関前西公園

西武新宿線方面から武蔵野女子学院（現・武蔵野大学中学・高校）への通学輸送を担わせる路線として1999年（平成11年）4月7日付で新設された。女子学院では折返所が取れないため、その先の関前西公園を終点とした。平日と土休日で異なるダイヤが設定されたが利用客が定着せず、2001年1月15日限りで廃止。関前西公園へは吉74を新設して存続。

### 東伏見線（一部系統の廃止）
- 鷹11：三鷹駅 → 市民文化会館入口 → 武蔵野営業所 → 第五小学校 → 関前三丁目 → 八幡町 → 緑町二丁目（朝）
- 鷹11：緑町二丁目 → 武蔵野住宅 → 武蔵野営業所 → 市民文化会館入口 → 三鷹駅（朝）
- 鷹11：三鷹駅 → 市民文化会館入口 → 武蔵野営業所 → 武蔵野住宅 → 緑町二丁目（夜）

2010年2月15日、八幡町に行き先変更した。
- 鷹11：三鷹駅 → 市民文化会館入口 → 武蔵野営業所 → 第五小学校 → 関前三丁目 → 八幡町
- 鷹11：八幡町 → 緑町二丁目 → 武蔵野住宅 → 武蔵野営業所 → 市民文化会館入口 → 三鷹駅

2013年2月15日、朝の便のみ関前三丁目に行き先変更した。
- 鷹12：三鷹駅 - 市民文化会館入口 - 武蔵野営業所 - 武蔵野住宅 - 緑町二丁目 - 八幡町 - 東伏見

柳沢駅周辺の経路を時計回りに変更したことで渋滞が解消され、存在意義が無くなったため1999年10月15日限りで廃止。
- 鷹14：三鷹駅 - 市民文化会館入口 - 武蔵野営業所 - 武蔵野住宅 - 緑町二丁目 - 八幡町 - 東伏見 - 柳沢駅通 - 東伏見駅入口

2001年4月1日、東伏見駅北口ロータリーの完成により延伸、鷹15へ変更された。
- 鷹15：三鷹駅 - 市民文化会館入口 - 武蔵野営業所 - 武蔵野住宅 - 緑町二丁目 - 武蔵野中央公園 - 東伏見稲荷神社 - 柳沢駅通り - 東伏見団地東 - 東伏見駅北口

2013年7月1日、新道を経由したルートに変更となった。
- 鷹20：三鷹駅 - 市民文化会館入口 - 武蔵野営業所 - 第五小学校

1996年5月に廃止された。

### 保谷線（一部ルートの変更）
- 鷹21：三鷹駅 - 市民文化会館入口 - 武蔵野営業所 - 第五小学校 - 関前三丁目 - 武蔵野中央公園 - 東伏見稲荷神社 - 柳沢駅通り - 保谷郵便局 - 保谷庁舎 - 保谷駅南口 - 天神山（西武バス上石神井営業所と共同運行）

2013年7月1日、新道を経由したルートに変更となった。

### 花小金井線（一部系統の廃止）
- 境10：武蔵境駅 - 境橋 - 桜堤団地口 - 新町五丁目 - 石川島正門

中島飛行機武蔵製作所の協力会社、昭和重工業（現・豊和工業）以来の伝統を持っていた石川島播磨重工業田無工場への通勤路線。保谷市コミュニティバス『キャンバス』登場に伴う輸送効率化のため1997年7月31日限りで廃止されたが、2007年の工場閉鎖後、2010年11月16日付で系統番号が異なる類似路線（境17）として復活している（前述）。
- 境11：武蔵境駅 → 境橋 → スポーツセンター入口 → 小金井公園東口 → 水道脇 → 花小金井 → 小平合同庁舎
- 境11：小平合同庁舎 → 花小金井駅 → 水道脇 → 向台町五丁目 → 石川島播磨 → 境橋 → 武蔵境駅

花小金井駅南口ロータリー完成のため、2000年4月1日付で花小金井駅折返しの境16に変更。
- 境12：武蔵境駅 - 境橋 - 桜堤団地口 - 桜堤三丁目

1982年に一つ先の向台町五丁目に行き先変更した。
- 境14：武蔵境駅 → 境橋 → スポーツセンター入口 → 小金井公園東口 → 水道脇 → 花小金井 → 小平合同庁舎 → 花小金井三丁目 → 多摩六都科学館
- 境14：多摩六都科学館 → 花小金井三丁目 → 小平合同庁舎 → 花小金井駅 → 水道脇 → 向台町五丁目 → 石川島播磨 → 境橋 → 武蔵境駅

2000年4月1日、花小金井駅南口ロータリー完成により境16と花10に分割。
- 境15：武蔵境駅 - 境橋 - 安田火災事務本部
- 境15：武蔵境駅 →（急行・途中無停車）→ 安田火災事務本部（平日朝のみ）

SOMPOホールディングスが旧安田火災海上保険といった時代に存在した完全通勤路線。事務本部内へ乗り入れて転回していた。『キャンバス』登場に伴う輸送効率化のため境10系統とともに1997年7月31日限りで廃止されたが、降車場として使用していた停留所跡は、2010年11月16日から鷹35・境17の新町五丁目（現在は事務本部）停留所として再利用されている。事務本部内に乗り入れて転回する系統は2013年12月20日より花20が新設されたことによって復活した。

### 柳橋線（一部系統の廃止）
- 鷹30：武蔵境駅 → 境三丁目 → 桜橋 → 柳橋 → 武蔵野大学 → 関前三丁目 → 第五小学校 → 武蔵野営業所 → 市民文化会館入口 → 三鷹駅

2015年8月16日、武蔵境駅北口ロータリー改変に伴ってルート変更となった。
- 鷹31：三鷹駅 - 農協前 - 浄水場東 - 五中前 - 浄水場西 - 桜橋 - 武蔵境駅

三鷹と武蔵境を浄水場経由で結ぶ。平日・土曜の朝に運行されていたが、改正の度に減便され、2010年11月15日限りで廃止。五中前付近は境17の出入庫便が1日1往復のみ経由しているため、路線が完全に消滅したわけではない。
- 鷹35：三鷹駅 - 市民文化会館入口 - 武蔵野営業所 - 第五小学校 - 関前三丁目 - 武蔵野大学 - 柳橋 - 境橋 - 武蔵野徳洲会病院（旧・おおぞら公園西） - ヴィーガーデン西東京

三鷹駅からのヴィーガーデン西東京への住民向け及び損保ジャパン事務本部の通勤路線になっていたが武蔵境駅より距離が長い為か利用客が伸びず土休日運行にしたものの、結局2020年11月15日限りで廃止された。ただし、現存する吉祥寺線（吉75）と花小金井線（境17）のヴィーガーデン出入庫は書類上柳橋線の扱いを受けている。
- 境13：武蔵境駅 - 境橋 - 武蔵野女子学院 - 千川小学校前 - 電通裏 - 武蔵野市役所（初期）
- 境13：武蔵境駅 - 境橋 - 武蔵野女子学院 - 関前三丁目 - 第五小学校 - 武蔵野営業所 - 緑町一丁目 - 武蔵野市役所（末期）

武蔵境から武蔵野市役所へ向かう唯一の路線で、1990年4月17日に新設。当初は電通裏経由だった。1995年に廃止された。

### 出入庫路線
- （出庫）：武蔵野住宅 → 八幡町 → 東伏見 → 柳沢駅通 → 東伏見駅北口（東伏見団地東非経由）

鷹15の減便を受けて2010年11月15日限りで廃止。
- （出庫）：第五小学校 → 関前三丁目 → 八幡町

2013年2月15日付で関前三丁目打ち切りとなった。
- （入庫）：東伏見駅北口 → 東伏見団地東 → 柳沢駅通 → 東伏見 → 武蔵野北高校前 → 八幡町 → 武蔵野住宅 → 武蔵野営業所

2010年11月16日付改正で東伏見団地東非経由へ変更。
- （入庫）：柳沢駅 → 東伏見 → 北裏 → 武蔵野市役所前 → 緑町一丁目 → 武蔵野営業所

吉55の減便を受けて2011年9月30日限りで廃止された。
- （入庫）：東伏見駅北口 → 柳沢駅通 → 東伏見 → 八幡町 → 武蔵野住宅 → 武蔵野営業所（東伏見団地東非経由）

東伏見線の運用変更のため2011年9月30日限りで廃止された。
- （入庫）：武蔵境駅 → 境三丁目 → 桜橋 → 柳橋 → 武蔵野大学 → 関前三丁目 → 第五小学校 → 武蔵野営業所

武蔵境駅北口ロータリー改変に伴って2015年8月16日付でルート変更となった。
- （入庫）：NTT武蔵野研究開発センタ → 武蔵野市役所前 → 緑町一丁目 → 武蔵野営業所

2022年4月16日改正時点では設定されていない。
- （出庫）：第五小学校 → 関前三丁目 → 武蔵野大学 → 柳橋 → 境橋 → スポーツセンター入口 → 小金井公園東口 → 上向台 → 水道筋 → 花小金井駅南口（平日のみ）

2023年7月1日改正時点では設定されていない。

## 車両

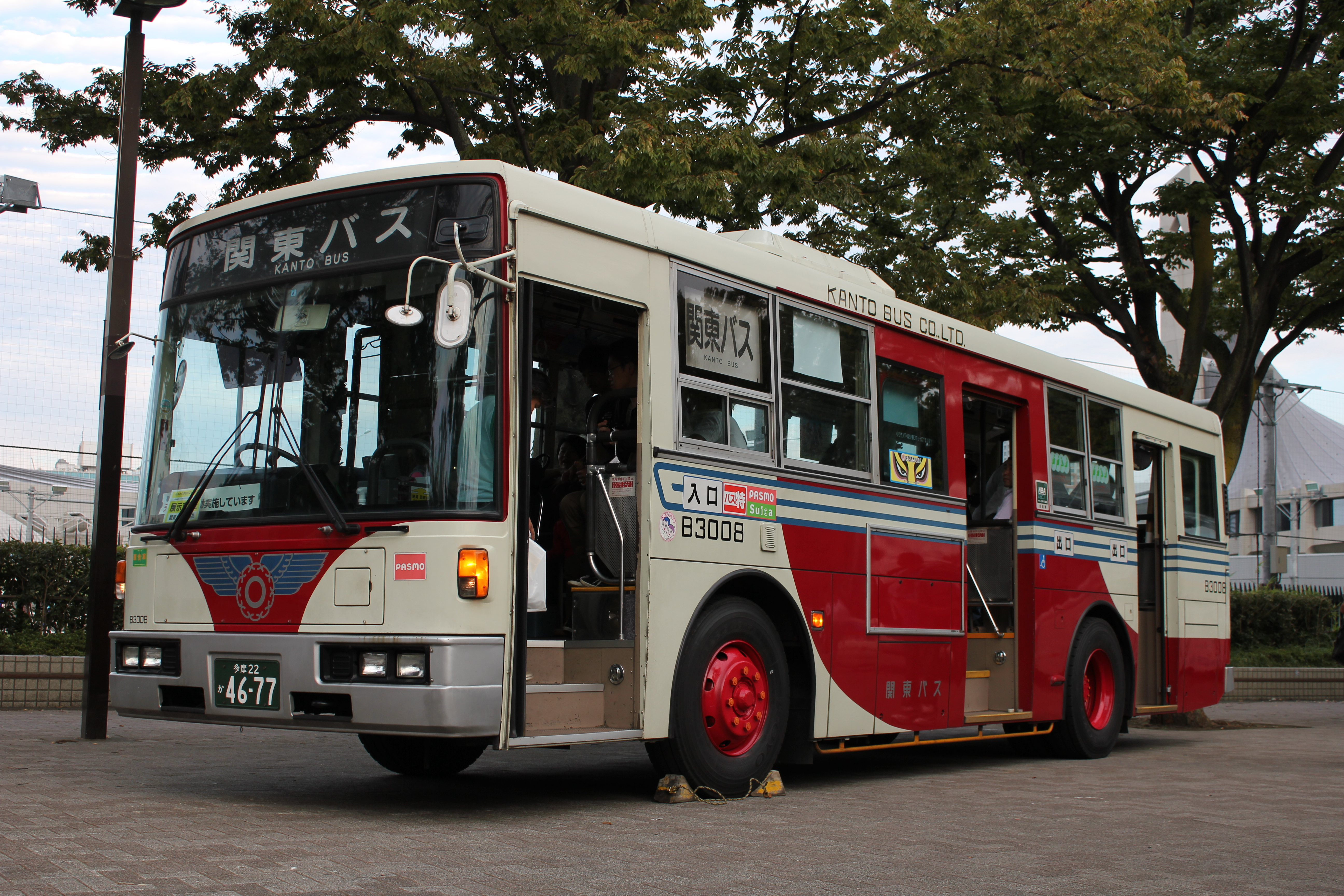
関東バス最後の3扉車 B3008号車

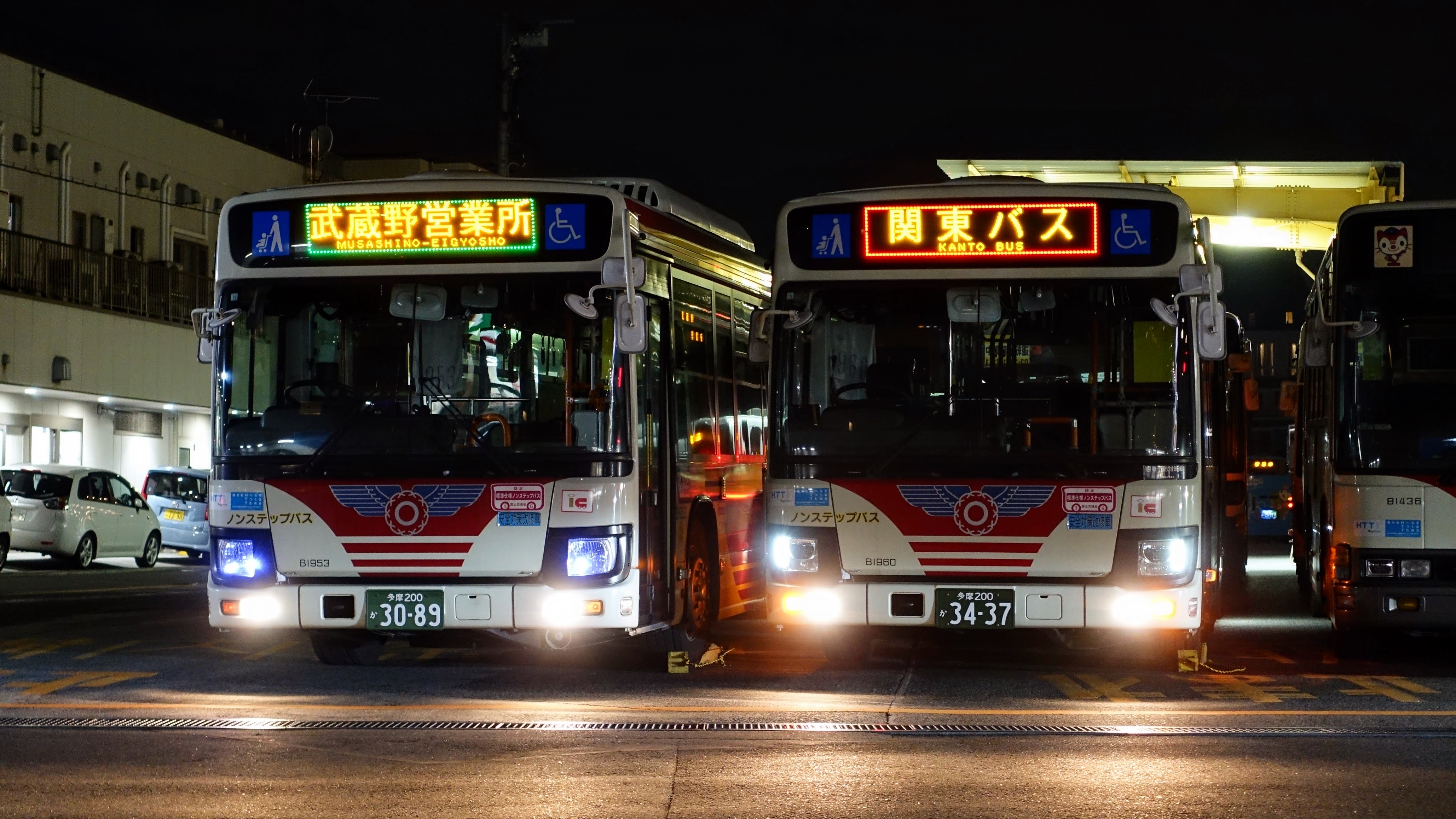
武蔵野営業所の路線バス

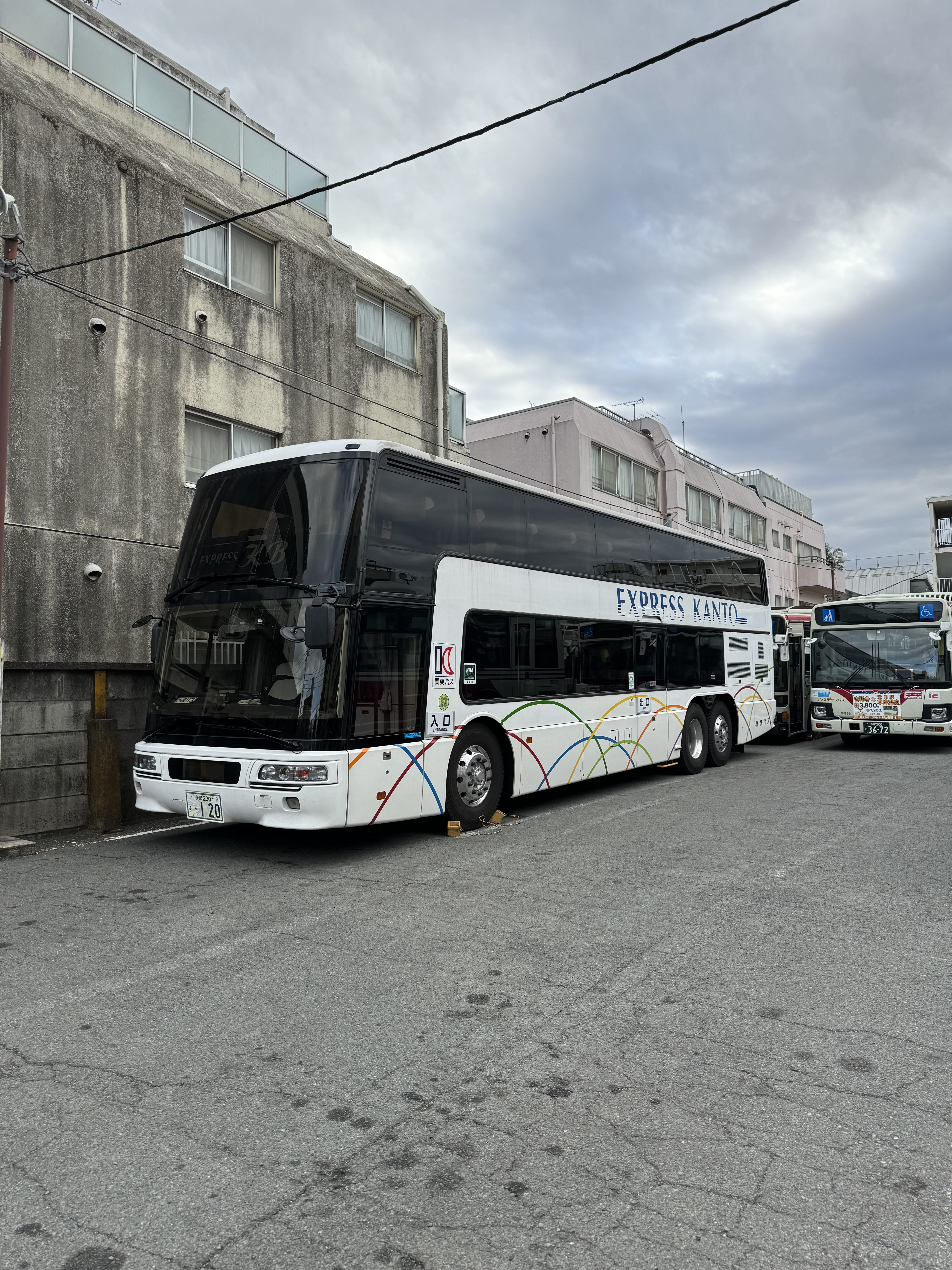
関東バスの二階建てバス(廃車済み)

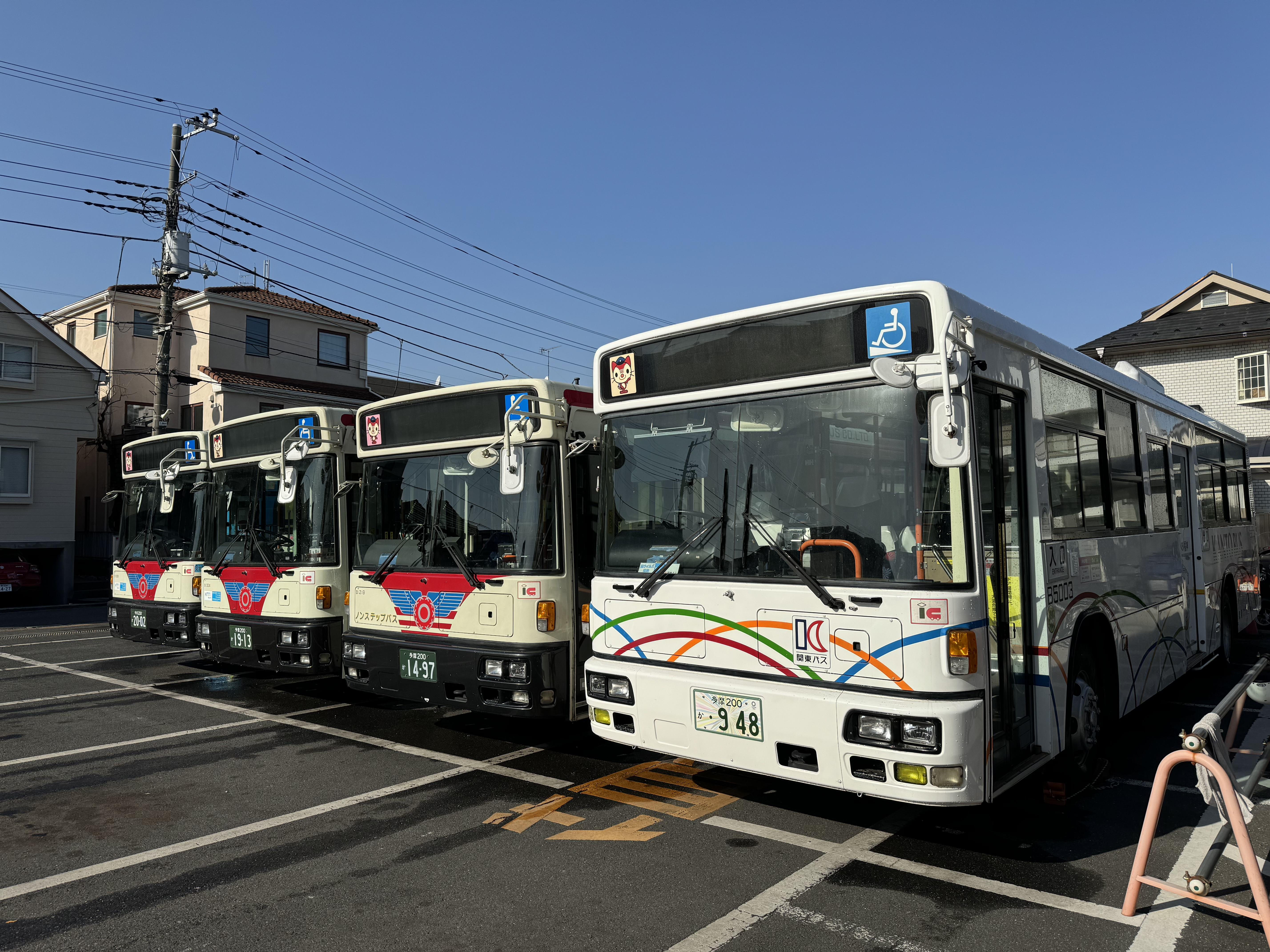
深夜バスで使用されたワンロマ仕様車※写真手前(日産ディーゼル)

2010年までは日産ディーゼル工業（現：UDトラックス）製の車両を一貫して導入してきた。一時期JPといった中型幅の車両もあったが現在は大型車のみ在籍している。また、深夜中距離バス用の長尺車が配置されているのが特徴で、同車は白色ベースの塗装であり、車内は2人掛けハイバックシートが並びシートカバーも付くなど、いわゆるワンロマと呼ばれる仕様になっている。2010年に三菱ふそうのOEM供給車であるスペースランナーAの配置を経て、2011年以降は他の関東バスの営業所と同様、三菱ふそう製の車両の導入に切り替えられたが、2014年3月以降は導入されなくなり、新たにいすゞ自動車製のエルガに切り替えられ、1800番台が5台、新形式のエルガ（B1900番台、長尺車のB1950番台）が導入されている。
B3008号車（日産ディーゼル工業製、U-UA440HSN,富士重7E架装）が関東バスで最後に残った3扉車で、2013年3月現在は主に日曜・祝日に鷹04で運行されていたが、鷹04の特定日運行に変わった為2014年以降は吉50と出入庫の吉51で日中帯に運行している。現在は路線バスとしての役目を終えて(予備車ではある)イベント等でお披露目される動態保存車の扱いになっている。
ムーバス用の小型車両は日野自動車製。リエッセが主力であったが、現在は車両代替により日野・ポンチョに切り替えられた。はなバス用の小型車両は、運行開始当初は輸入車のクセニッツCITY-IIIを導入したが、2007年に三菱ふそう製のエアロミディMEへ置き換え。その後の増車・置き換えで日野・ポンチョも入っている。